# MV Agusta 125 Bialbero
 (mars 2021).
 (mars 2021).
Le contenu est difficilement compréhensible vu les erreurs de traduction, qui sont peut-être dues à l'utilisation d'un logiciel de traduction automatique.
La MV Agusta 125 Bialbero était une moto de compétition 125 cm3 de la marque italienne MV Agusta, qui a été utilisée entre 1950 et 1960. La machine a remporté 34 courses, 6 championnats de pilotes et un championnat du constructeur. La machine a également remporté 4 championnats italiens et 10 championnats nationaux dans d'autres pays.
Agusta était un fabricant d'hélicoptères italien. Il était basé à Samarate, dans le nord de l'Italie. La société a été fondée par le comte Giovanni Agusta en 1923, qui a piloté son premier avion en 1907. Le constructeur de motos MV Agusta a commencé comme une ramification de la compagnie aérienne Agusta à la fin de la Seconde Guerre mondiale comme un moyen de sauver les emplois des employés de la firme Agusta.
En tant que passe-temps du directeur, le comte Domenico Agusta, la société s'est lancée dans la course de motos. Cela a commencé dans les classes légères italiennes populaires, et la première moto était une 125cc deux temps avec une puissance de 8ch et une vitesse maximale de 115 km/h. En 1949, le moteur délivrait environ 10ch avec une vitesse maximale de 130km/h, mais dans les courses nationales en Italie, il n'a pas pu rivaliser avec les quatre temps de Mondial et Moto Morini. En 1949, le comte Agusta a employé Piero Remor et Arturo Magni, qui avaient travaillé pour Gilera jusqu'à ce moment-là et étaient responsables du quatre cylindres Gilera 500 4C. Remor a apporté une grande connaissance de Gilera avec lui, et MV Agusta a bien profité du développement de la MV Agusta 500 4C, mais la première mission de Remor était de fabriquer un moteur à quatre temps de 125 cm3.

## Technologie
Le nom « Bialbero » signifie « deux arbres à cames ». À l'époque, les modèles légers avaient besoin de deux arbres à cames. Le moteur MV Agusta Bialbero 125 ressemblait au Benelli 250 cm3 d'avant la Seconde Guerre mondiale.
Le moteur était un monocylindre à quatre temps refroidi par air avec un double arbre à cames (DOHC). Les soupapes étaient à un angle de 90° l'une par rapport à l'autre et étaient fermées par des ressorts en épingle à cheveux externes. Le diamètre de la valve du modèle final en 1960 était de 34 mm pour l'entrée et 32 mm pour l'échappement. L'alésage et la course étaient de 53 × 56 mm et la cylindrée 123,54 cm3. Ces dimensions correspondaient à celles du Mondial 125 Bialbero et non, comme on pouvait s'y attendre, du Gilera 500 4C. En 1960, le taux de compression était de 11:1. Le réservoir d'huile du système de carter sec se trouvait initialement à l'emplacement conventionnel sous le réservoir, mais a été déplacé vers la partie avant du réservoir d'essence au milieu des années 1950. L'allumage était assuré par un magnéto jusqu'en 1954, mais à partir de 1955, des doubles bobines d'allumage ont été utilisées, avec un interrupteur à bascule pour passer de l'une à l'autre. La puissance est passée d'environ 12 ch en 1950 à environ 20 ch en 1960.
L'embrayage multidisque à sec est entraîné par des engrenages du vilebrequin. Il y avait initialement une boîte de vitesses quatre vitesses, mais en 1955, le nombre de vitesses a été porté à sept. La roue arrière était entraînée par une chaîne.
La MV Agusta avait un cadre à double berceau construit à partir de tubes de chrome-molybdène d'un diamètre de 25 × 1,2 mm. Au départ, il y avait des fourches Girder et parfois des fourches Earles, mais sur les versions ultérieures, des fourches télescopiques ont été utilisées. À l'arrière, il y avait un bras oscillant avec des amortisseurs à friction, mais ceux-ci ont été remplacés vers 1954 par des éléments à ressort / amortisseur normaux avec amortisseurs hydrauliques.

## Détails techniques
| MV Agusta 125 Bialbero   | 1950                                        | 1951                              | 1952                              | 1953                              | 1954                                          | 1955                                          | 1956                                          | 1957                                          | 1958                                          | 1959                                          | 1960                                          |
| ------------------------ | ------------------------------------------- | --------------------------------- | --------------------------------- | --------------------------------- | --------------------------------------------- | --------------------------------------------- | --------------------------------------------- | --------------------------------------------- | --------------------------------------------- | --------------------------------------------- | --------------------------------------------- |
| Distribution             | DOHC ; deux soupapes par cylindre           | DOHC ; deux soupapes par cylindre | DOHC ; deux soupapes par cylindre | DOHC ; deux soupapes par cylindre | DOHC ; deux soupapes par cylindre             | DOHC ; deux soupapes par cylindre             | DOHC ; deux soupapes par cylindre             | DOHC ; deux soupapes par cylindre             | DOHC ; deux soupapes par cylindre             | DOHC ; deux soupapes par cylindre             | DOHC ; deux soupapes par cylindre             |
| Configuration du moteur  | Monocylindre à quatre temps                 | Monocylindre à quatre temps       | Monocylindre à quatre temps       | Monocylindre à quatre temps       | Monocylindre à quatre temps                   | Monocylindre à quatre temps                   | Monocylindre à quatre temps                   | Monocylindre à quatre temps                   | Monocylindre à quatre temps                   | Monocylindre à quatre temps                   | Monocylindre à quatre temps                   |
| Refroidissement          | Par air                                     | Par air                           | Par air                           | Par air                           | Par air                                       | Par air                                       | Par air                                       | Par air                                       | Par air                                       | Par air                                       | Par air                                       |
| Alésage                  | 52 mm                                       | 52 mm                             | 52 mm                             | 53 mm                             | 53 mm                                         | 53 mm                                         | 53 mm                                         | 53 mm                                         | 53 mm                                         | 53 mm                                         | 53 mm                                         |
| Course                   | 58 mm                                       | 58 mm                             | 58 mm                             | 56 mm                             | 56 mm                                         | 56 mm                                         | 56 mm                                         | 56 mm                                         | 56 mm                                         | 56 mm                                         | 56 mm                                         |
| Cylindrée                | 123,2 cm3                                   | 123,2 cm3                         | 123,2 cm3                         | 123,5 cm3                         | 123,5 cm3                                     | 123,5 cm3                                     | 123,5 cm3                                     | 123,5 cm3                                     | 123,5 cm3                                     | 123,5 cm3                                     | 123,5 cm3                                     |
| Taux de compression      | 11:1                                        | 11:1                              | 11:1                              | 11:1                              | 11:1                                          | 11:1                                          | 11:1                                          | 11:1                                          | 11:1                                          | 11:1                                          | 11:1                                          |
| Système de lubrification | Carter sec                                  | Carter sec                        | Carter sec                        | Carter sec                        | Carter sec                                    | Carter sec                                    | Carter sec                                    | Carter sec                                    | Carter sec                                    | Carter sec                                    | Carter sec                                    |
| Puissance maxi           | 12 bhp (8,8 kW) à 12 000 tr/min             | Inconnu                           | 15 ch (11 kW) à 10 800 tr/min     | Inconnu                           | Inconnu                                       | Inconnu                                       | 18,5 ch (13,6 kW) à 12 000 tr/min             | Inconnu                                       | Inconnu                                       | 20 ch (14,7 kW) à 12 000 tr/min               | 20 ch (14,7 kW) à 12 000 tr/min               |
| Vitesse de pointe        | Inconnu                                     | Inconnu                           | 90 mi/h (140 km/h)                | Inconnu                           | Inconnu                                       | Inconnu                                       | 115 mi/h (190 km/h)                           | Inconnu                                       | Inconnu                                       | 120 mi/h (200 km/h)                           | 120 mi/h (200 km/h)                           |
| Transmission primaire    | Boîte de vitesses                           | Boîte de vitesses                 | Boîte de vitesses                 | Boîte de vitesses                 | Boîte de vitesses                             | Boîte de vitesses                             | Boîte de vitesses                             | Boîte de vitesses                             | Boîte de vitesses                             | Boîte de vitesses                             | Boîte de vitesses                             |
| Embrayage                | Multidisque à sec                           | Multidisque à sec                 | Multidisque à sec                 | Multidisque à sec                 | Multidisque à sec                             | Multidisque à sec                             | Multidisque à sec                             | Multidisque à sec                             | Multidisque à sec                             | Multidisque à sec                             | Multidisque à sec                             |
| Vitesses                 | 4                                           | 5                                 | 5                                 | 5                                 | 5                                             | 7                                             | 7                                             | 7                                             | 7                                             | 7                                             | 7                                             |
| Transmission secondaire  | Chaîne                                      | Chaîne                            | Chaîne                            | Chaîne                            | Chaîne                                        | Chaîne                                        | Chaîne                                        | Chaîne                                        | Chaîne                                        | Chaîne                                        | Chaîne                                        |
| Cadre                    | Double berceau                              | Double berceau                    | Double berceau                    | Double berceau                    | Double berceau                                | Double berceau                                | Double berceau                                | Double berceau                                | Double berceau                                | Double berceau                                | Double berceau                                |
| Fourche                  | Girdel                                      | Girdel                            | Earles ou télescopique            | Earles ou télescopique            | Télescopique                                  | Télescopique                                  | Télescopique                                  | Télescopique                                  | Télescopique                                  | Télescopique                                  | Télescopique                                  |
| Suspension arrière       | Bras oscillant avec amortisseurs à friction | Inconnu                           | Inconnu                           | Inconnu                           | Bras oscillant avec amortisseurs hydrauliques | Bras oscillant avec amortisseurs hydrauliques | Bras oscillant avec amortisseurs hydrauliques | Bras oscillant avec amortisseurs hydrauliques | Bras oscillant avec amortisseurs hydrauliques | Bras oscillant avec amortisseurs hydrauliques | Bras oscillant avec amortisseurs hydrauliques |
| Freins                   | À tambour                                   | À tambour                         | À tambour                         | À tambour                         | À tambour                                     | À tambour                                     | À tambour                                     | À tambour                                     | À tambour                                     | À tambour                                     | À tambour                                     |
| Poids                    | Inconnu                                     | Inconnu                           | 76 kg à sec                       | Inconnu                           | Inconnu                                       | Inconnu                                       | 80 kg à sec                                   | 80 kg à sec                                   | 80 kg à sec                                   | 80 kg à sec                                   | 80 kg à sec                                   |

## Chronologie

### 1949
La conception de la nouvelle machine commence.

### 1950
La machine fait ses débuts au Grand Prix des Pays-Bas en juillet.

### 1951
En 1951, Leslie Graham a utilisé la machine dans deux courses. Il a abandonné à l'Ultra Lightweight IOM TT et a terminé troisième du Dutch TT à Assen. Il a terminé huitième du championnat du monde 125 cm3.

### 1952
Graham devait se concentrer sur la catégorie 500 cm3 en 1951. Domenico Agusta a décidé qu'il avait besoin de pilotes britanniques pour le championnat du monde, car ils connaîtraient le parcours de l'île de Man et le circuit de Clady en Irlande du Nord, et a signé Cecil Sandford pour la catégorie 125 cm3. Sandford était encore jeune et inexpérimenté dans les courses de championnat du monde, mais a roulé à l'île de Man depuis 1948, dans le Clubmans Junior TT, le Manx Grand Prix, le Senior TT et le Junior TT.
Sandford a remporté le TT ultra-léger, le TT Assen et le Grand Prix d'Ulster et a terminé troisième en Allemagne et en Espagne. Sandford avait établi un nouveau record du tour à l'île de Man. La machine de 1952 ne pesait que 76 kg et la puissance a été portée à 15 ch. Sandford a remporté le championnat du monde et MV Agusta le championnat des constructeurs.

### 1953
En 1953, MV Agusta a fourni une version plus simple du moteur de 125 cm3, le MV Agusta 125 Monoalbero avec un seul arbre à cames en tête pour les pilotes privés. Cette machine est immédiatement devenue populaire, ce qui signifie que pas moins de onze MV Agusta étaient au début de l'île de Man TT. Leslie Graham a remporté le Lightweight 125 cc TT sur l'île, mais dans le Senior TT, il a perdu le contrôle de sa moto à grande vitesse et a été tué instantanément. Sandford a terminé 3e et Carlo Ubbiali, qui a rejoint MV Agusta de Mondial, s'est retiré de la course. Ubbiali a gagné en Allemagne, et Angelo Copeta, sur une MV Agusta, a remporté la course finale de la saison en Espagne. Sandford, Ubbiali, Copeta et Graham ont terminé la saison 2e, 3e, 4e et 5e du championnat du monde. MV Agusta a de nouveau remporté le titre constructeur.

### 1954
La NSU Rennfox était imbattable entre les mains de Rupert Hollaus lors de la saison de courses de motos du Grand Prix 1954. Hollaus a remporté les quatre premiers GP. Carlo Ubbiali a terminé deuxième du Lightweight 125 cc TT, mais a abandonné le Grand Prix d'Ulster. Lorsque Hollaus est décédé lors des entraînements du Grand Prix de moto des Nations à Monza, la NSU s'est retirée de la course. À Monza, Ubbiali a terminé troisième et ces quatre points ont suffi à gagner la deuxième place du championnat du monde.